# Anisozyga hydrographa
Anisozyga hydrographa là một loài bướm đêm trong họ Geometridae.